# Jakob Brandstätter
Jakob Brandstätter (* 16. Dezember 1928 in Küb am Semmering, heute Gemeinde Payerbach, Niederösterreich; † 25. Februar 1987 in Wien) war ein österreichischer Politiker (ÖVP). Er war von 1967 bis 1987 Abgeordneter zum Nationalrat.

## Ausbildung und Beruf
Nach Besuch von Volks- und Hauptschule arbeitete Brandstätter auf dem elterlichen Hof. Diesen übernahm er im Jahr 1951 schon im Alter von 22 Jahren. Seit 1981 führte er den Titel Ökonomierat.

## Politische Ämter
Jakob Brandstätter engagierte sich zunächst im Ortsbauernrat, später stieg er zum Obmann der Bezirksbauernkammer Gloggnitz auf. Brandstätter trat der ÖVP bei und war zeitweise Bezirksobmann der Partei sowie des Niederösterreichischen Bauernbundes im Bezirk Neunkirchen. Ebenso stand er der ÖVP in seiner Heimatgemeinde Payerbach vor und war zeitweilig als Zweiter Vizebürgermeister aktiv.
Von Dezember 1967 bis zu seinem Tod im Jahr 1987 war Brandstätter Abgeordneter zum österreichischen Nationalrat.

## Auszeichnungen
- 1976: Großes Silbernes Ehrenzeichen für Verdienste um die Republik Österreich[1]